# Dąbrowa Tarnowska
 (août 2008).
Si vous disposez d'ouvrages ou d'articles de référence ou si vous connaissez des sites web de qualité traitant du thème abordé ici, merci de compléter l'article en donnant les références utiles à sa vérifiabilité et en les liant à la section « Notes et références ».
 (août 2008).
Dąbrowa Tarnowska est une ville de Pologne située dans la voïvodie de Petite-Pologne.

## Histoire
La région de Dąbrowa Tarnowska témoigne de la présence d'une colonie bien organisée dès la fin du XIVe siècle. 
Dąbrowa est la propriété de la famille Ligeza, qui la gère en application du droit de Magdebourg, depuis au moins l'année 1422. La ville se développe autour de l'agriculture (présence de 60 fermes), de la pisciculture et de la meunerie. Le voïvode Jan Ligeza gère Dąbrowa pour mettre en valeur la puissance financière de sa famille. 
La région, également, connaît la prospérité, gérée par le châtelain de Sandomierz, Mikołaj Spytek Ligeza. Il fonde le refuge pour les malades et les pauvres, ainsi que l’église paroissiale. Connu pour ses talents d'orateur parlementaire, il est propriétaire de l'une des imprimeries. La colonie devient un centre culturel de la Cour, et un château de style Renaissance y est construit. En 1628, il obtient la permission du Roi d’organiser des foires. Dès la fin du XVIIe siècle, elle connaissent un grand succès dans toute la Pologne.
Les arrondissements actuels de Ruda et de Podkosciele ne faisaient pas partie de Dąbrowa à l’origine. 
Au début du XVIIe siècle, la ville devient un centre de production, d’artisanat et d’échanges commerciaux. Elle reste la propriété de la famille Ligeza jusqu’en 1637, où elle passe à la famille Lubomirski. 
Vers 1693, Dąbrowa obtient les droits de cité. 
Dans les années 1683-1693, sur la colline au nord du château, Kazimierz Lubomirski reconstruit la résidence, en fait un palais somptueux. 
Au XVIIIe siècle, Dąbrowa Tarnowska est une ville économiquement très développée, avec de nombreux artisans, une école et un hôpital. Cette période de prospérité cesse à la suite des partages du pays : la ville se retrouve sous gestion autrichienne. 
En 1846, le palais est détruit par un incendie. Il n'en reste qu'une ancienne porte d’entrée.
Une nouvelle église paroissiale sera construite à sa place entre 1948 et 1965.
À l'aube du XXe siècle, les habitants œuvrent pour retrouver la prospérité.
En 1906, un chemin de fer relie Tarnów à Szczucin. 
La Première et la Seconde Guerre mondiale ravagent la ville. Dąbrowa comptait 6117 habitants en 1939, et seulement 4520 après la guerre.
Un essor économique et culturel eut lieu après la guerre : urbanisation importante, reconstruction des routes, construction de bâtiments : banque, bureau de poste, hôpital, bibliothèque, hôtel de ville, création d'une starostie, ainsi que de nouveaux quartiers, d'écoles, de centres sportifs, d'un hospice et d'une chapelle au cimetière. Les services, les commerces, l'éclairage du centre-ville et les réseaux de télécommunication ont été modernisés. Les écoles ne sont plus chauffées au charbon. La ville et la commune ont été équipées d’installations au gaz, de conduites d'eau et, partiellement, d'un réseau d’égouts. Ont été créés un nouveau bâtiment de l’école primaire no 1 à Dąbrowa Tarnowska, en mémoire de Jean-Paul II, et l’école primaire de Szarwark.
La vieille ville est bordée d’immeubles aux façades colorées, les campagnes alentour se sont modernisées. La majorité ont une infrastructure contemporaine ; les anciennes constructions couvertes de chaume ont laissé place à des constructions récentes. Presque toutes les écoles sur le territoire de Dąbrowa Tarnowska ont été construites après-guerre.

## Politique et administration

### Jumelages
- Balta, Ukraine (depuis le 27 août 2016)[2]
- Vilnius, Lituanie[3]
- Rixheim, France[4]
- Budapest, Hongrie[5]
- Jydatchiv, Ukraine[6]

## Culture locale et patrimoine

### Lieux et monuments
Dąbrowa Tarnowska compte plusieurs édifices religieux ; l'église de Tous les Saints est un exemple d'église construite en bois ; la synagogue est la plus grande de la voïvodie de Petite Pologne.

Dąbrowa Tarnowska
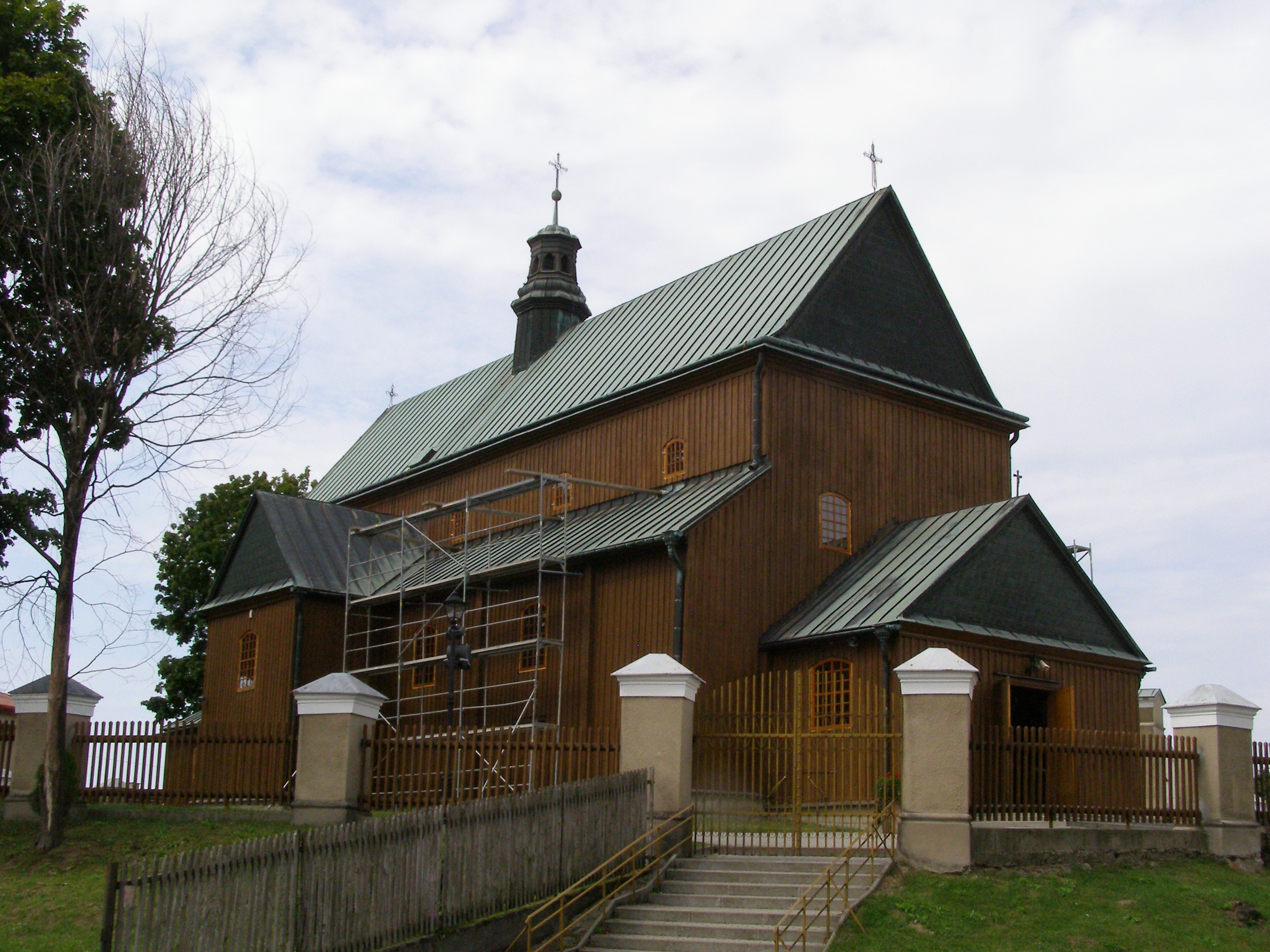
Église en bois de Tous les Saints de 1771.
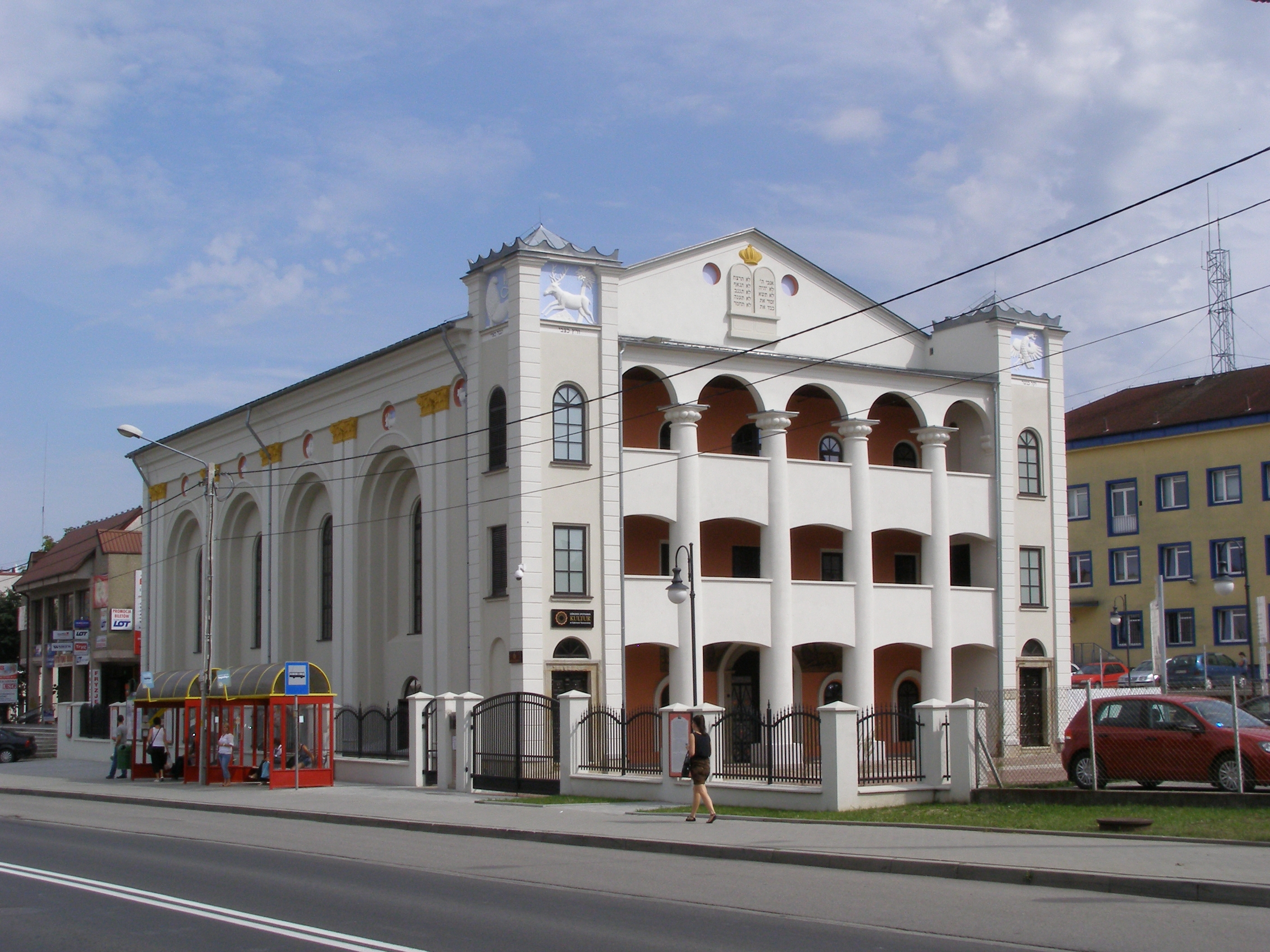
Synagogue de la seconde moitié du XIXe siècle.
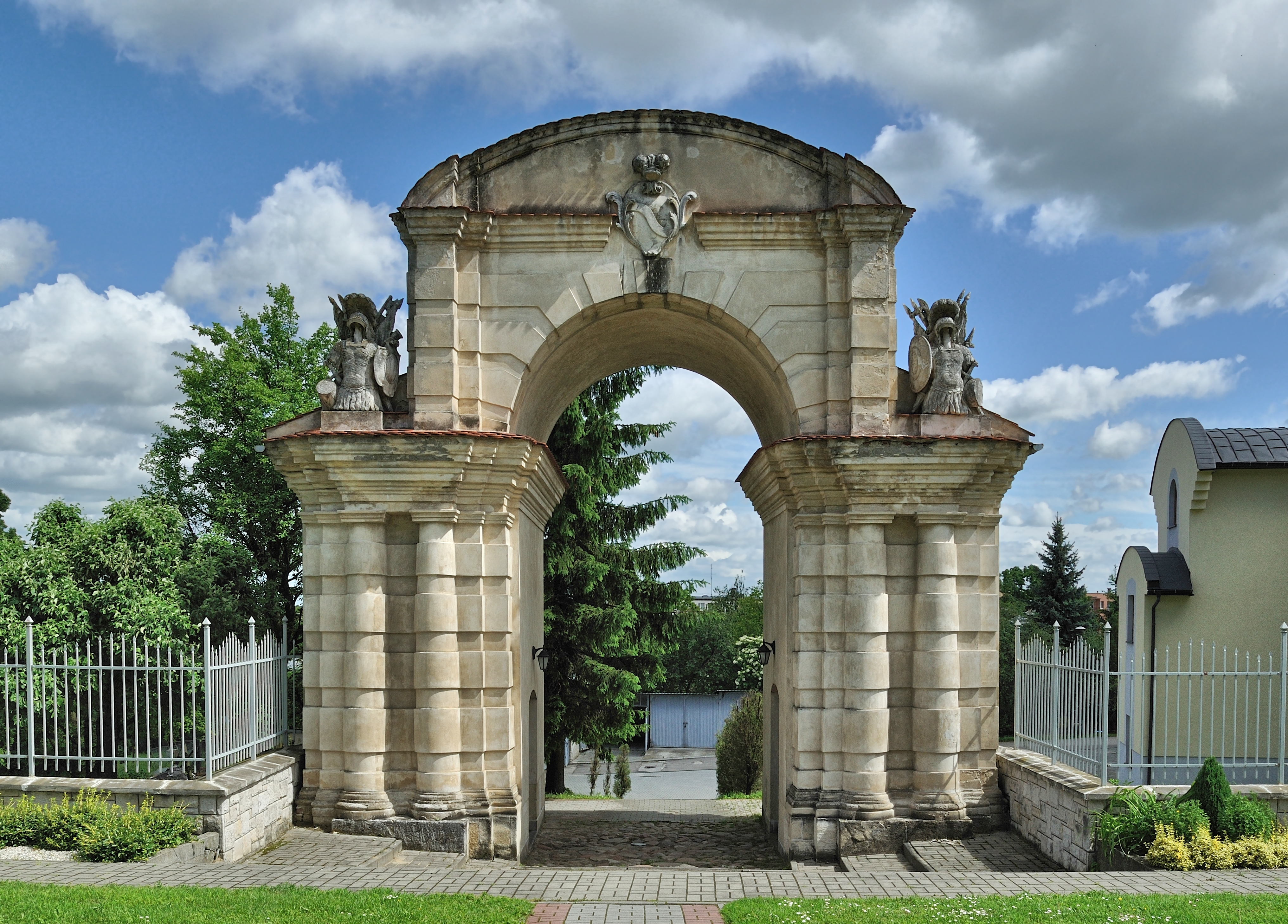
Porte d'entrée de l'ancien palais baroque Lubomirski, construit dans les années 1683-1693 et détruit par un incendie en 1846.